# Parco regionale dei Monti Lattari
Il parco regionale dei Monti Lattari è un'area naturale protetta della regione Campania. Il parco copre una superficie di circa 16.000 ettari e abbraccia l’intera penisola sorrentino-amalfitana con le sue vette più alte di Sant’Angelo a Tre Pizzi, il Monte Faito, il Monte Finestra e il Monte dell’Avvocata, che chiude ad oriente la catena dei Lattari. L’area è fisicamente delimitata dal mare del Golfo di Salerno, dall'Agro nocerino-sarnese e dal mare del Golfo di Napoli e comprende alcune delle più suggestive località turistiche della regione, come Positano, Amalfi, Ravello e Castellammare di Stabia. Il suo territorio è ricco di bellezze naturalistiche che lo caratterizzano dal punto di vista turistico patrimoniale ed è disseminato di importantissimi centri storici, testimoni di una presenza fortemente radicata dell’uomo, ma anche di peculiarità ambientali che si esplicitano in un’intima unione tra due elementi apparentemente in contraddizione: la montagna e il mare.
La sede del parco è a Castellammare di Stabia.

## Sentieri
Il Parco Regionale dei Monti Lattari offre uno dei più ampi ventagli escursionistici dell’Appennino. La sua fitta rete di sentieri consente di sperimentare appieno la convivenza tra montagna e mare, che in questo territorio è stretta come in nessun altro luogo. La maggior parte dei rilievi possiede versanti acclivi che spesso precipitano in vere e proprie pareti. I sentieri si snodano sempre in contesti panoramici di grande suggestione. La morfologia della penisola fa sì che molte delle passeggiate possibili su questi itinerari consentano di abbracciare con lo sguardo i due mari. Tra gli itinerari ve ne sono quattro che si distinguono per bellezza e accessibilità: il Sentiero degli Dei, quello di Punta Campanella con la Baia di Ieranto, i percorsi del Monte Faito e del Molare, infine la lunga passeggiata che esplora il Vallone delle Ferriere e la Valle dei Mulini. Le stagioni ideali per mettersi in cammino  sono la primavera e l’autunno, anche se i sentieri sono adatti anche a passeggiate invernali.

## Comuni
Il territorio del parco comprende 32 comuni della Penisola sorrentino-amalfitana e dell'Agro Nocerino, distribuiti tra le province di Salerno e Napoli:
Agerola, Angri, Casola di Napoli, Castellammare di Stabia, Corbara, Gragnano, Lettere, Massa Lubrense, Meta, Piano di Sorrento, Pimonte, Sant'Agnello, Sant'Antonio Abate (Italia), Sant'Egidio del Monte Albino, Sorrento, Vico Equense, Amalfi, Atrani, Cava de' Tirreni, Cetara, Conca dei Marini, Furore, Maiori, Minori, Nocera Inferiore, Pagani, Positano, Praiano, Ravello, Scala, Tramonti e Vietri sul Mare.

## Flora e fauna
La vegetazione è varia e include:  il faggio su Monte Faito; la palma nana; la macchia mediterranea e il bosco misto. Come fauna è stata rilevata la presenza di uccelli quali la poiana, il  gheppio, il falco pellegrino, il  gabbiano reale, il corvo imperiale, il passero solitario; tra i mammiferi sono presenti la volpe, la donnola, la faina, il riccio e la lontra.

## Prodotti enogastronomici
Il complesso montuoso che cavalca la penisola sorrentina e quella amalfitana prende il nome dal latte delle mucche che vi pascolano, a cui si devono prodotti unici e prelibati quali, per esempio, il Provolone del Monaco, il fiordilatte, il burrino e il caciocavallo. L’area comprende numerosi agriturismi, in cui è possibile gustare tali prodotti.